# Edward Brumley
Edward Brumley (7 tháng 5 năm 1878 – 3 tháng 2 năm 1942) là một cầu thủ bóng đá người Anh thi đấu ở vị trí trung vệ.